# باربارا دراپینسکا
باربارا دراپینسکا (لهستانی: Barbara Drapińska؛ زادهٔ ۸ نوامبر ۱۹۲۱ - ۲۴ اکتبر ۲۰۰۰) بازیگر اهل لهستان بود.
از فیلم‌ها یا مجموعه‌های تلویزیونی که وی در آن‌ها نقش داشته است، می‌توان به سرنوشت‌های لهستانی، چهل‌ساله، قماری بالاتر از زندگی و مرحله پایانی اشاره نمود.